# Cocculinoidea
Cocculinoidea is een superfamilie van weekdieren binnen de stam van de Gastropoda (slakken).

## Families
- Bathysciadiidae Dautzenberg & H. Fischer, 1900
- Cocculinidae Dall, 1882

### Synoniemen
- Bathypeltidae Moskalev, 1971 => Bathysciadiidae Dautzenberg & H. Fischer, 1900